# 말라위
말라위 공화국(치체와어: Dziko la Malaŵi 지코 라 말라위, 영어: Republic of Malawi 리퍼블릭 오브 말라위[*])은 과거 니아살랜드라고 불리던 동남부 아프리카에 있는 내륙국이다. 북서부로는 잠비아, 북동부로는 탄자니아, 동부, 남부, 서부로는 모잠비크와 국경을 이루고 있고, 말라위호에 의해 탄자니아와 모잠비크로 나뉘어 있다. 영토는 118,000km2(45,560 sq mi)를 넘고 추정 인구는 2120만명 이상이다. 수도는 릴롱궤이며 두 번째, 세 번째로 큰 도시는 각각 블랜타이어와 음주주이다. 국명 말라위는 그 지역에 사는 체와족의 오래된 이름인 '마라비'에서 비롯되었다. 또한 "아프리카의 따뜻한 심장"이라는 별명으로 불리기도 한다. 말라위는 현재 민주주의, 다당제를 채택하고 있으며, 소수의 육·해·공군을 보유하고 있다. 말라위의 대외 정책은 친서방적이며 국제 기구 참가, 대다수 국가와의 긍정적 외교 관계를 지향한다.
말라위는 세계에서 가장 저개발된 국가군에 속하며 인구 밀도도 매우 높다. 경제는 농업 중심이며, 인구 다수는 비도시 지역에 산다. 말라위 경제는 해외 원조 의존도가 높다.
말라위는 평균 수명이 낮고 유아 사망률이 높다. HIV/AIDS이 만연하여, 이 때문에 노동력 감소와 에이즈를 막기 위한 국가지출 비중이 높은 원인이 된다. 과거에는 부족 갈등이 있었지만, 2008년 이후에는 상당히 줄어들었고 부족 정체성보다 말라위인이라는 국민적 유대감이 형성되어 가는 중이다. 말라위의 문화는 스포츠, 예술, 춤, 음악 등의 분야에서 토착 문화와 영국 식민지 문화가 결합되어 있다.

## 역사
말라위는 10세기경에 반투족이 남쪽으로 이민할 때 일부가 정착하기 시작했으며, 그 전에는 소규모의 수렵채집사회가 흩어져 살았던 것으로 추정된다. 1500년까지 이들은 마라비 왕국을 세워 은코타코타의 북쪽부터 잠베지강까지, 말라위호에서 루앙과강까지의 영토를 다스렸다.
1891년까지는 원주민이 이 지역을 다스렸으나, 이해 영국의 보호령인 니아살랜드가 설립되었다. 1953년에는 남로디지아(현재의 짐바브웨), 북로디지아(현재의 잠비아)와 함께 로디지아 니아살랜드 연방을 결성했지만 1963년에 탈퇴했고 1964년에 영국으로부터 독립하게 된다.
독립 이후에 헤이스팅스 반다 대통령에 의한 일당제가 실시되었고, 반다가 권력에서 밀려났던 1994년까지 대통령직을 수행했다.

## 어원
말라위 지역에 처음 이름이 붙여진 것은 니아살랜드(Nyasaland)인데, 이는 롬웨어로 '호수'를 뜻하는 '니아사'에 영어로 '땅'을 의미하는 '랜드'를 붙인 것이다. 이 이름은 이 지역을 19세기 중반에 탐험한 스코틀랜드의 모험가 겸 선교사인 데이비드 리빙스턴이 처음 붙였다. 지금의 이름인 '말라위'는 체와어와 툼부카어로 '화염'을 뜻하는데, 말리위의 초대 대통령인 헤이스팅스 반다가 붙인 것이다.

## 지리
말라위는 아프리카 대륙의 남동부에 있다. 그레이트 리프트 벨리가 남북으로 전체를 지나다닌다. 아프리카에서 세 번째로 큰 호수인 말라위 호수가 있기도 하며 이 호수는 세계에서 10번째로 큰 호수이다. 때때로 달력 호(Calendar Lake)라고도 불리기도 한다. 쉬레 강이 남쪽 긑의 호수에서 흘러 가며 잠베지강으로 합류한다. 동서쪽에는 리프트 밸리가 있는데 고평원이 있으며 대개 해발고도는 900~1,200m 정도이다. 하지만 남쪽으로 내려질수록 고도가 낮아져서 100m를 넘지 않는다.
말라위는 사하라사막 이남 국가 중 가장 인구밀도가 높은 국가 중 하나이다. 1971년 이후로 말라위의 수도인 릴롱퀘는 인구가 사십 만에 육박한다. 모든 정부 부처와 국회가 이곳에 있다.

## 정치
요리가 된 닭에는 닭 다리 하나가 빠져 있습니다. 가정부가 가져간 것이죠. 그러나 요리를 시킨 고용인은 가정부에게 왜 한쪽 다리가 없는지 따지지 않습니다. 그냥 먹습니다. 닭의 한쪽 다리는 자연스러운 부패에 의해서 사라진 것이죠. 문제는 사람들의 인식입니다. 사람들은 이런 일이 크게 잘못되었다고 생각하지 않습니다.— 국제통화기금 말라위 소장

헤이스팅스 카무주 반다는 1964년 영국으로부터 독립 이후 초대 대통령으로 선출되었다. 그는 말라위 의회당만을 유일한 합법정부로 허용하고, 1971년 스스로를 종신 대통령으로 선언하였으며, 다당제를 인정한 1994년 선거에서 패배하기 전까지 말라위를 통치하였다. 반다 대통령이 다당제 선거를 받아 들이는 과정에서 추종자들과 민주주의 동맹간의 무장투쟁이 존재하였으나, 100여명의 사상자만이 있었을 뿐 지속적인 정치적 불안정이 존재하지는 않았다. 다른 아프리카 국가들과는 달리 정치적 불안정이 심각하지 않다. 하지만 부정부패가 심각하여 경제 발전을 저해하는 요소가 되고 있는데, 부패에 대해 일반적인 국민들에게 잘못된 것이라는 인식조차 없으며 하나의 문화로 여겨진다. 국제통화기금의 말라위 소장은 말라위 국민총생산의 30%가 정치적 부패로 인하여 사라지고 있으며 그 대표적인 예로는 2006년 바킬리 물루지 전 대통령이 1,100만 달러의 해외 원조를 빼 돌린 일이나, 2억 5천만 달러의 캐쉬게이트와 같은 비리를 예로 들 수 있다.

## 기후
말라위는 아열대 기후에 속하는 국가로서 12월에서 4월까지가 우기이다. 5월에서 11월에는 거의 비가 내리지 않아서 무덥다. 수도인 릴롱궤도 우기 동안에는 비가 많이 내리며 남쪽에는 비가 덜 오는 편이다. 다른 지방의 경우 따뜻하고 비가 그리 많이 오지 않는다. 6월에서 8월까지 내륙 및 호수 지역에는 상당히 따뜻한데 밤에는 영상 14도까지 떨어져 매우 춥기도 하다.

## 인구와 주민
체와족, 툼부카족, 고니족, 야오족, 날자족, 치포카족, 통가족 등 40개의 민족 집단이 존재한다. 체와족이 32.6%를 차지하며, 롬웨족이 17.6%, 야오족이 13.5%를 이루고 있다.
전체 인구 1천 5백만명 중 전문의 숫자가 2011년 기준으로 260명이고, 총 간호사는 7,264명으로 인구 1,000명당 0,589명으로서 WHO 발표에 의하면 전 세계에서 전문의가 가장 부족한 나라이다.
또한 말라위 임산부 100,000명 중 1,100명이 출산 중 또는 출산 직후 사망(한국 14명, 북한 370명) ,1,000명의 아동 중 110명이 5세가 되기 전에 사망한다.(한국 5명, 북한 55명)
에이즈와 말라리아 그리고 각종 질병으로 매일 200여명이 죽고 있는 가운데 고아들이 날마다 증가하고 있는 실정이다. 이로 인해 가정의 붕괴와 함께 말라위 평균 연령도 39세이고 가난의 악순환이 반복되고 있다.

## 언어
치체와어(국어), 영어(공용어), 날자어, 툼부카어, 마쿠아어, 야오어, 그 외 부족 언어가 존재한다. (소수의 프랑스어 사용자도 존재)

## 종교
전통적 종교·토착 신앙, 기독교, 이슬람교(말라위 남부지역과 호수 주변에는 대부분 무슬림들이 거주한다)가 존재한다. 그래서 이슬람교도들은 돼지고기와 술을 먹지 않는다.

## 문화
모계 중심의 사회다. 독립 전사의 날인 매년 3월 3일은 이 나라에서 개최되는 모든 스포츠 경기가 금지되어 있어서 말라위에서 열리는 스포츠 대회에 3월 3일이 끼어 있으면 3월 3일에 열리는 경기를 취소하고 3월 4일로 미룬다. 국민들은 진흙으로 만든 적벽돌에 갈대로 만든 초가지붕 집에서 산다.

## 경제
말라위는 아프리카에서 가장 가난한 나라이다. 나라의 경제는 농업에 의존하지만 국토의 약 3분의 1만이 농업 지대에 알맞은 편이다. 중요한 농작물은 담배이고, 차가 주요 수출품이 되고 있다. 또한 옥수수, 목화, 땅콩, 사탕수수, 커피의 재배도 성하다. 니아사 호에서 어업이 성하고, 공업은 벽돌, 면 제품, 시멘트, 식품 가공업 등이 발달하였다.

## 기아문제
말라위는 기아문제 역시 매우 심각하다. 매년 아일랜드의 NGO인 컨선월드와이드(Concern Worldwide), 독일의 NGO인 세계기아원조(Welthungerhilfe) 그리고 미국의 연구기관인 국제식량정책연구소(IFPRI)가 협력하여 발표하는 세계기아지수(GHI)에 따르면 2016년 말라위의 기아지수는 100점 만점 중 26.9점으로 가장 심각한 기아점수를 기록한 중앙아프리카공화국의 46.1점과 비교하면 절반정도의 수준이다. 이는 조사 대상이었던 118개의 개발도상국 중 89위에 해당하는 수치로 위험한 수준은 아니지만 아직은 심각한 수준이라고 할 수 있다.

## 행정 구역

말라위의 행정 구역

말라위는 3개 주와 28개 현으로 나뉜다.
- 중부주

1 – 데자현 (Dedza)
2 – 도와현 (Dowa)
3 – 카숭구현 (Kasungu)
4 – 릴롱궤현 (Lilongwe)
5 – 음친지현 (Mchinji)
6 – 은코타코타현 (Nkhotakota)
7 – 은체우현 (Ntcheu)
8 – 은치시현 (Ntchisi)
9 – 살리마현 (Salima)
- 북부주

10 – 치티파현 (Chitipa)
11 – 카롱가현 (Karonga)
12 – 리코마현 (Likoma)
13 – 음짐바현 (Mzimba)
14 – 은카타베이현 (Nkhata Bay)
15 – 룸피현 (Rumphi)
- 남부주

16 – 발라카현 (Balaka)
17 – 블랜타이어현 (Blantyre)
18 – 치콰와현 (Chikwawa)
19 – 치라줄루현 (Chiradzulu)
20 – 마칭가현 (Machinga)
21 – 망고치현 (Mangochi)
22 – 물란제현 (Mulanje)
23 – 음완자현 (Mwanza)
24 – 은산제현 (Nsanje)
25 – 티올로현 (Thyolo)
26 – 팔롬베현 (Phalombe)
27 – 좀바현 (Zomba)
28 – 네노현 (Neno)

## 외교 관계
대한관계
대한민국과 1965년 수교하였다. 한때 현지공관이 설치되었으나 1998년 대한민국의 IMF 구제금융 요청 때 대사관을 폐쇄하여 주 짐바브웨 대사관이 겸임토록 변경하자 관계가 다소 소원해지기도 했으나 국제사회에서 대한민국의 입장을 지지하고 있다. 1964년 영국으로부터 독립할 당시에는 주변국들이 공산주의 국가였지만 남아프리카에서 유일한 친서방 국가로서 1965년에 한국과 수교하였다. 이러한 외교관계로 말미암아 수도 릴롱궤에 위치한 국제공항과 정부 종합청사 그리고 최고급 숙박시설인 캐피탈 호텔 등 주요건물들이 한국기업을 통해서 건설되었다. 조선민주주의인민공화국과는 1982년에 수교했다.